# Benjamin Abbott Dickson
Benjamin Abbott Dickson (n. 1897, Springfield, Massachusetts, SUA – d. 14 februarie 1976, Devon⁠(d), Easttown Township⁠(d), Pennsylvania, SUA), mai cunoscut sub numele de Monk Dickson, a fost un colonel al armatei Statelor Unite care a servit în Al Doilea Război Mondial ca ofițer de informații. El este cel mai bine cunoscut pentru că a prezis Ofensiva germană din Ardeni din 1944.